# Ljusår
|  | Denne artikel er oprettet af botten Steenthbot ud fra en ekstern database. Den kan derfor have sproglige fejl eller mangler. Denne skabelon kan fjernes efter kontrol af indholdet. |

Ljusår er en dansk dokumentarfilm fra 2008 instrueret af Jean Hermanson.

## Handling
Mikael Kristersson viser os årets gang i sin egen vildtvoksende og alsidige have med træer, blomster og en frodig køkkenhave. Det skildres gennem de mange fugles og de andre dyrs perspektiv. Helt tæt på og i smukke detaljer. Og vi mennesker er i haven og bruger den, men kun som en art mellem alle de andre arter.